# Klub Piłki Siatkowej Chemik Police 2014-2015
Questa voce raccoglie le informazioni riguardanti il Klub Piłki Siatkowej Chemik Police nelle competizioni ufficiali della stagione 2014-2015.

## Organigramma societario
Area direttiva
- Presidente: Joanna Żurowska

Area tecnica
- Allenatore: Giuseppe Cuccarini
- Allenatore in seconda: Jakub Głuszak

## Rosa
| N° | Nome                 | Ruolo | Data di nascita   | Nazionalità sportiva |
| -- | -------------------- | ----- | ----------------- | -------------------- |
| 1  | Anna Barańska        | S     | 14 maggio 1984    | Polonia              |
| 2  | Mariola Barbachowska | L     | 3 luglio 1982     | Polonia              |
| 3  | Sanja Malagurski     | S/O   | 8 giugno 1990     | Serbia               |
| 4  | Katarzyna Biel       | C     | 21 settembre 1981 | Polonia              |
| 5  | Kinga Baran          | P     | 29 aprile 1982    | Polonia              |
| 6  | Agnieszka Bednarek   | C     | 20 febbraio 1986  | Polonia              |
| 7  | Małgorzata Glinka    | S     | 30 settembre 1978 | Polonia              |
| 8  | Aleksandra Krzos     | L     | 23 giugno 1989    | Polonia              |
| 9  | Agnieszka Śrutowska  | P     | 30 agosto 1978    | Polonia              |
| 10 | Ana Bjelica          | S     | 3 aprile 1992     | Serbia               |
| 11 | Stefana Veljković    | C     | 9 gennaio 1990    | Serbia               |
| 12 | Izabela Żebrowska    | S/O   | 23 febbraio 1985  | Polonia              |
| 13 | Katarzyna Mróz       | C     | 19 gennaio 1981   | Polonia              |
| 16 | Aleksandra Przybysz  | S     | 2 giugno 1980     | Polonia              |
| 18 | Maja Ognjenović      | P     | 6 agosto 1984     | Serbia               |